# أسيتات الزئبق الثنائي
 خلات الزئبق الثنائي  (أسيتات الزئبق الثنائي) مركب كيميائي سام جداً له الصيغة المجملة C4H6HgO4، كما يكتب على الشكل Hg(O2CCH3)2، ويكون على شكل بلورات بيضاء.

## الخواص والبنية
- انحلالية خلات الزئبق الثنائي جيدة في الماء، حيث ينحل منه 400 غ/ل عند الدرجة 20°س. ينحل المركب أيضاً في كل من الإيثانول والإيثر الإيثيلي.
- لمركب خلات الزئبق الثنائي بنية بلورية تتألف من جزيئات Hg(O2CCH3)2 معزولة، تبلغ فيها المسافة Hg-O بين ذرتي الأكسجين والزئبق 2.07 Å. أما بالنسبة للروابط بين الجزيئية فإن هنالك ثلاث روابط Hg···O تبلغ حوالي 2.75 Å موجودة أيضاً، مما يعطي بالنهاية بنية هرمية مربعة القاعدة مشوهة قليلاً عند الزئبق.[3]

## التحضير
يحضر مركب خلات الزئبق الثنائي من عملية حل لأكسيد الزئبق الثنائي في حمض الخليك الممدد.
HgO + 2CH3COOH → Hg(CH3COO)2 + H2O
يمكن لخلات الزئبق الثنائي أن يحضر أيضاً من تفاعل حل فلز الزئبق في حمض فوق الخليك.

## الاستخدامات
- يستخدم مركب خلات الزئبق الثنائي كحفاز.[4]
- يعد مركب خلات الزئبق الثنائي الأساس لتحضير مركبات الزئبق العضوية، حيث يتم إدخال الزئبق للمركبات غير المشبعة. فعلى سبيل المثال لإضافة الزئبق للهيدروكربونات العطرية يتم ذلك بالمعالجة مع خلات الزئبق Hg(OAc)2. مجموعة الخلات المتبقية على ذرة الزئبق تستبدل بأيون كلوريد.[5]

C6H5OH + Hg(OAc)2 → C6H4(OH)-2-HgOAc + HOAc
C6H4(OH)-2-HgOAc + NaCl → C6H4(OH)-2-HgCl + NaOAc
بسبب أن الزئبق الثنائي له إلفة كبيرة نحو الكبريت، لذا يدخل خلات الزئبق الثنائي أيضاً ككاشف قياسي لتحويل إستر ثيوكربونات إلى ثنائي ثيوكربونات.
(RS)2C=S + H2O + Hg(OAc)2 → (RS)2C=O + HgS + 2HOAc